# Deoleo
Deoleo is een internationaal opererende Spaanse producent van plantaardige oliën. Belangrijke marktsegmenten voor de groep zijn plantaardige oliën, waarin het vertegenwoordigd is met onder andere de merken Bertolli en Carbonell.  Het is de op een na grootste beursgenoteerde voedselproducent van Spanje.
De oorsprong van Deoleo is terug te voeren tot 1990 toen de gebroeders Salazar samen met enkele andere investeerders de beursgenoteerde voedingsmiddelenfabrikant Arana Maderas S.A. uit Bilbao (sinds 1955) overnamen en omvormden tot Grupo Industrial Arana S.A. In de loop van de jaren werden verschillende bedrijven overgenomen en ondergebracht in verschillende bedrijfsonderdelen, zoals snoepfabrikant Interván (sinds 1972, overgenomen 1991). In 1992 nam men rijstfabrikant Hijos de J. Sos Borrás S.A. (Algemesí, sinds 1902) over, bekend van het rijstmerk SOS, en in 1994 doopte men de naam van de groep om tot SOS Arana Alimentacion. In datzelfde jaar kocht men ook de Tunesische dadelproducent Bernabé Biosca Tunisie S.A., inclusief zijn snoepfabriek Bernabé Biosca Alimentacion S.A. in Valencia.
In 1997 werden de snoepactiviteiten van Bernabé ondergebracht in een nieuw bedrijf genaamd Caramelos Pictolín S.A. Men nam ook de Mexicaanse rijstproducent Arrocera del Trópico, S.A. de C.V. over.
In 2000 werd Pictolín ondergebracht bij Interván.
In 2001 fuseerde SOS Arana Alimentacion met de Spaanse koekjesfabrikant Cuétara S.A. en werd SOS Cuétara gevormd.
In 2003 fuseerde SOS Cuétara met plantaardige-olieproducent Koipe, eigenaar van Carbonell, en ontstond de SOS Group. Ook nam men in datzelfde jaar Aceica Refinería, S.L. uit Las Palmas de Gran Canaria en Amerika's grootste rijstproducent American Rice over.
In 2005 nam men het Italiaanse Minerva Oil S.p.A. over, eigenaar van onder andere Sasso. Een jaar later nam men ook het eveneens Italiaanse Carapelli Firenze S.p.A. over.
In 2006 nam men het Nederlandse rijstmerk Lassie inclusief fabriek over van Sara Lee.
In 2008 verkocht Grupo SOS haar koekjesdivisie Cuétara aan Nutrexpa om geld vrij te maken voor de aankoop van de Bertolli-olijfoliefaciliteiten van Unilever en de wereldwijde eeuwigdurende licentie voor het gebruik van het merk voor olijfolie (het merk bleef in handen van Unilever voor het gebruik voor onder andere pastasauzen, maar in 2014 werd het merk alsnog verkocht aan het Japanse Mizkan).
Deoleo ontstond in 2011 nadat Grupo SOS zijn rijstactiviteiten, waaronder het merk Lassie, had verkocht aan het Spaanse Ebro Foods. Hierdoor beschikte men niet langer over het rijstmerk SOS en koos men voor de nieuwe naam Deoleo. In 2014 werd Deoleo overgenomen door CVC Capital Partners. In 2017 werd de productielocatie te Antequera verkocht aan Dcoop en werd de locatie in Inveruno gesloten. Hierdoor bleven er twee productielocaties over, die in Cordoba en de voormalige Carapelli-fabriek.

## Merken
Deoleo produceert en verhandelt wereldwijd plantaardige oliën onder verscheidene merknamen, waaronder:
- Carbonell
- Bertolli
- Carapelli
- Koipe
- Sasso